# Săpoca
Săpoca è un comune della Romania di 3 219 abitanti, ubicato nel distretto di Buzău, nella regione storica della Muntenia.
Il comune è formato dall'unione di 2 villaggi: Mătești e Săpoca.